# Виктор Горбатко
Виктор Василевич Горбатко (на руски: Ви́ктор Васи́льевич Горба́тко) е бивш съветски космонавт летял на мисиите Союз 7, Союз 24, Салют-5, Союз 37 и Салют-6.
След като напуска космическата програма през 1982 г. започва да преподава в академията за летци-инженери в Москва.
Умира на 17 май 2017 година на 83-годишна възраст.